# Авдеевы
Авде́евы (Овдеевы) — древний российский дворянский род. Определением Тульского Дворянского Депутатского собрания род записан в VI часть дворянской родословной книги Тульской губернии и в VII часть Общего гербовника дворянских родов Всероссийской империи.

## Историческая справка
В лето 7063-е (1554 год) Алексей Фёдорович Авдеев от имени Ивана IV Васильевича Грозного заключил мирный договор с мурзами астраханскими и ногайскими. Авдеев Алексей Иванович служил в детях боярских по Кашире (1558), а Авдеев Борис Васильевич — по Епифани (1585). В конце XVI столетия восемь представителей рода владели поместьями в Каширском уезде.
Дворянский род Авдеевых происходит от Фёдора Авдеевича, внук которого — Григорий Парфёнович Авдеев, владел поместьем в Белёвском уезде (1620). Антон Иванович служил по Белгороду, и имел поместья в Белгородском уезде (1635), которые впоследствии владели его внуки (1690-е). Фёдор Григорьевич, стрелецкий голова, жалован поместьем от царя Алексея Михайловича (1668). Алексей Авдеев находился при царевне Софье Алексеевне дьяком в Судном и Холопьем приказах.
Девять представителей рода владели населёнными имениями (1699).

## Описание герба
В щите разделённом горизонтально на две части, изображены в верхней части, в голубом поле, звезда и луна золотые, а в нижней части, в золотом поле, зелёная гора.
Щит увенчан дворянскими шлемом и короною со страусовыми перьями. Намёт на щите голубой, подложенный золотом. Герб рода Авдеевых внесён в Часть 7 Общего гербовника дворянских родов Всероссийской империи, стр. 113.

## Известные представители
- Авдеев Алексей — дьяк (1676).
- Авдеев Андрей — воевода в Булыклее (1677—1678).
- Авдеев Мелентий — воевода в Змиёве (1677—1678).
- Авдеев Флор — воевода в Мурахфе (1677—1678).
- Авдеев Аким Андреевич — воевода в Золочёве (1690).
- Авдеев, Алексей Андреевич — дьяк (1692).
- Авдеев Фёдор Григорьевич — московский дворян (1692).
- Авдеев Лука Андреевич — стольник (1692)[4][5].
- Авдеев Николай Васильевич — Генерал от кавалерии (18.04.1852 — ?).